# Разноцветный набор
«Разноцветный набор» (фр. Ensemble coloré) — абстрактная картина русского художника Василия Кандинского, написанная в 1938 году и хранящаяся в Национальном центре искусства и культуры Жоржа Помпиду Государственного музея современного искусства в Париже, Франция.

## Описание
В свою работу художник включает элементы, которые можно воспринимать в реальности, например, небольшие объекты в синей области, напоминающие созвездия во Вселенной, и другие, которые, по всей видимости, ничего не представляют. Кандинский абстрактно объясняет свою картину так: «Белая лошадь или белый гусь вызывают две совершенно разные реакции. В данном случае мы имеем: более белую лошадь, с одной стороны, более белого гуся, с другой. Изолированный белый цвет, не имеющий отношения к объекту, производит чистый внутренний звук, подобный белой стене».